# Episodi di Moesha (sesta stagione)
La sesta stagione della serie televisiva Moesha è stata trasmessa in anteprima negli Stati Uniti d'America dalla UPN tra il 4 settembre 2000 e il 14 maggio 2001.
| nº | Titolo originale           | Titolo italiano | Prima TV USA      | Prima TV Italia |
| -- | -------------------------- | --------------- | ----------------- | --------------- |
| 1  | On the Rebound             |                 | 4 settembre 2000  |                 |
| 2  | Bad Company                |                 | 11 settembre 2000 |                 |
| 3  | Netcam                     |                 | 18 settembre 2000 |                 |
| 4  | Living in Paradise?        |                 | 25 settembre 2000 |                 |
| 5  | You Say He's Just a Friend |                 | 2 ottobre 2000    |                 |
| 6  | Just the Two of Us         |                 | 9 ottobre 2000    |                 |
| 7  | The Nutty Moesha           |                 | 30 ottobre 2000   |                 |
| 8  | The Candidate              |                 | 6 novembre 2000   |                 |
| 9  | Definitely Not the Cosbys  |                 | 13 novembre 2000  |                 |
| 10 | All This and Turkey, Too   |                 | 20 novembre 2000  |                 |
| 11 | The Player                 |                 | 11 dicembre 2000  |                 |
| 12 | All Grown Up               |                 | 15 gennaio 2001   |                 |
| 13 | Run, Mo, Run               |                 | 5 febbraio 2001   |                 |
| 14 | Mom                        |                 | 12 febbraio 2001  |                 |
| 15 | That's My Mama             |                 | 19 febbraio 2001  |                 |
| 16 | What if...?                |                 | 26 febbraio 2001  |                 |
| 17 | Scary Marriage             |                 | 5 marzo 2001      |                 |
| 18 | Saving Private Rita        |                 | 12 marzo 2001     |                 |
| 19 | Mayhem at the Jam          |                 | 19 marzo 2001     |                 |
| 20 | Creepin'                   |                 | 16 aprile 2001    |                 |
| 21 | Graduation Day             |                 | 7 maggio 2001     |                 |
| 22 | Paying the Piper           |                 | 14 maggio 2001    |                 |